# Энгельхард, Марко
Ма́рко Э́нгельхард (нем. Marco Engelhardt; род. 2 декабря 1980, Бад-Лангензальца, Эрфурт) — немецкий футболист, полузащитник.

## Карьера

### Клубная
Энгельхард ранее играл за «Рот-Вайсс», «Кайзерслаутерн» и «Нюрнберг». 3 марта 2007 года провёл свой первый матч в Бундеслиге за «Нюрнберг» против «Арминии». 19 декабря 2008 года он объявил о своём возвращении в «Карлсруэ», подписав контракт до 30 июня 2012 года.

### В сборной
В 2004—2005 годах провёл три матча за национальную сборную Германии.